# Hydnocarpus octandra
Hydnocarpus octandra är en tvåhjärtbladig växtart som beskrevs av Thw.. Hydnocarpus octandra ingår i släktet Hydnocarpus och familjen Achariaceae. Inga underarter finns listade i Catalogue of Life.